# Liste der Monuments historiques in Blacourt
Die Liste der Monuments historiques in Blacourt führt die Monuments historiques in der französischen Gemeinde Blacourt auf.

## Liste der Objekte
| Bezeichnung                   | Beschreibung                  | Standort                | Kennzeichnung | Schutzstatus | Datum | Bild |
| ----------------------------- | ----------------------------- | ----------------------- | ------------- | ------------ | ----- | ---- |
| Skulptur der heiligen Barbara | Holz, bemalt, 16. Jahrhundert | in der Kirche St-Martin | PM60000327    | Classé       | 1912  |      |